# Szlak Nad Bałtykiem i Zalewem Szczecińskim

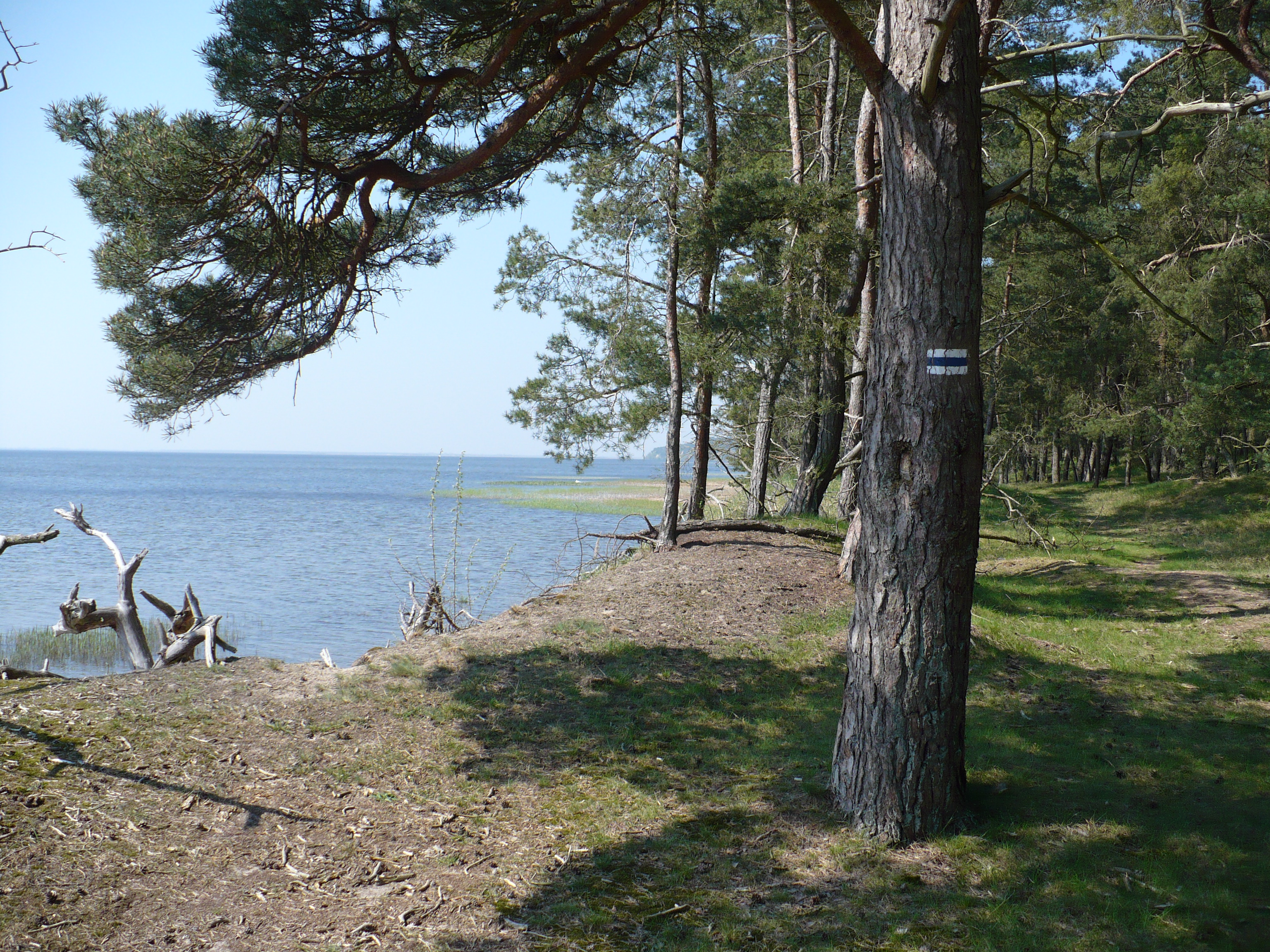
Szlak niebieski nad Zalewem Szczecińskim

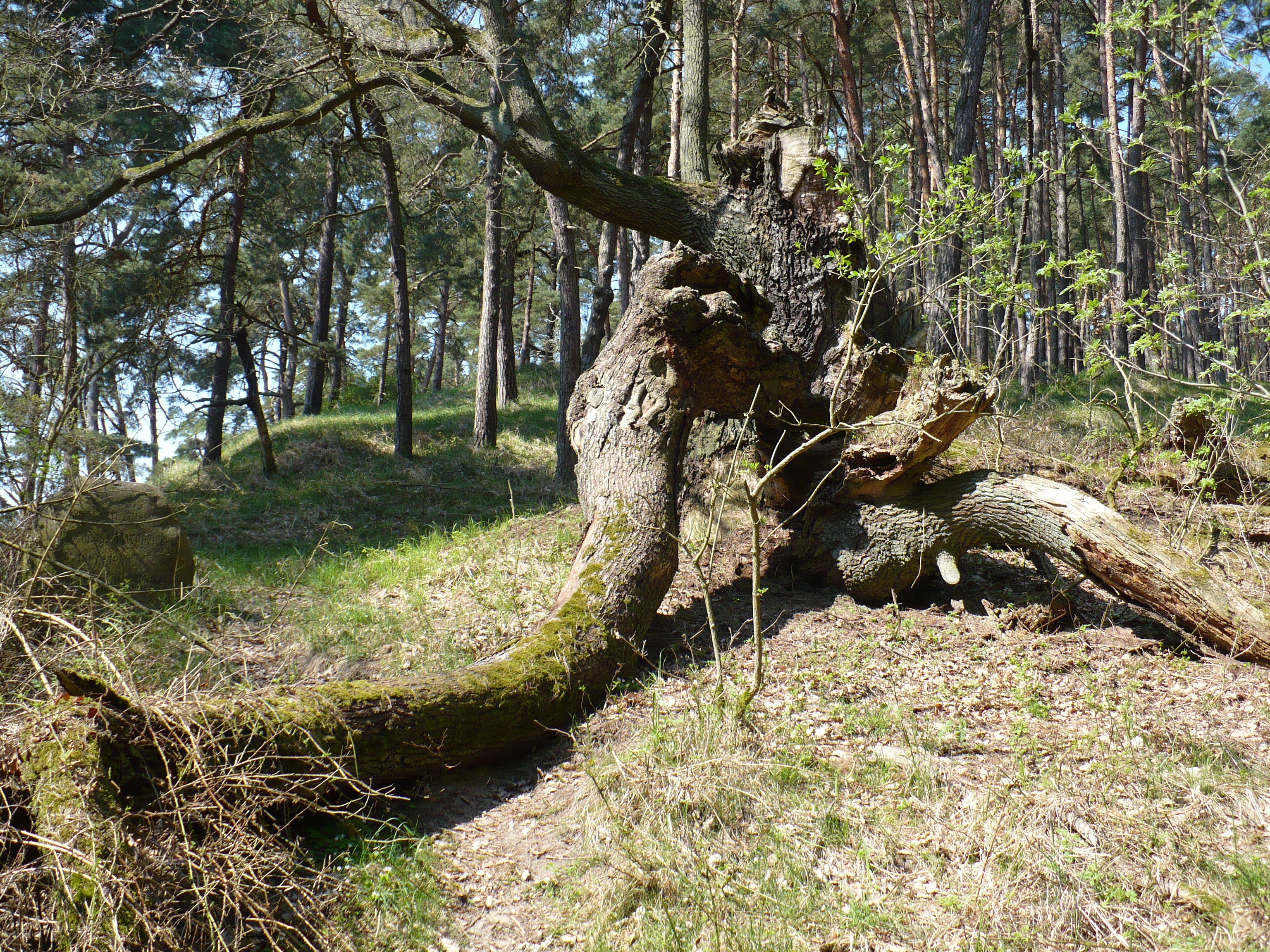
Dąb Wolinian (powalony)

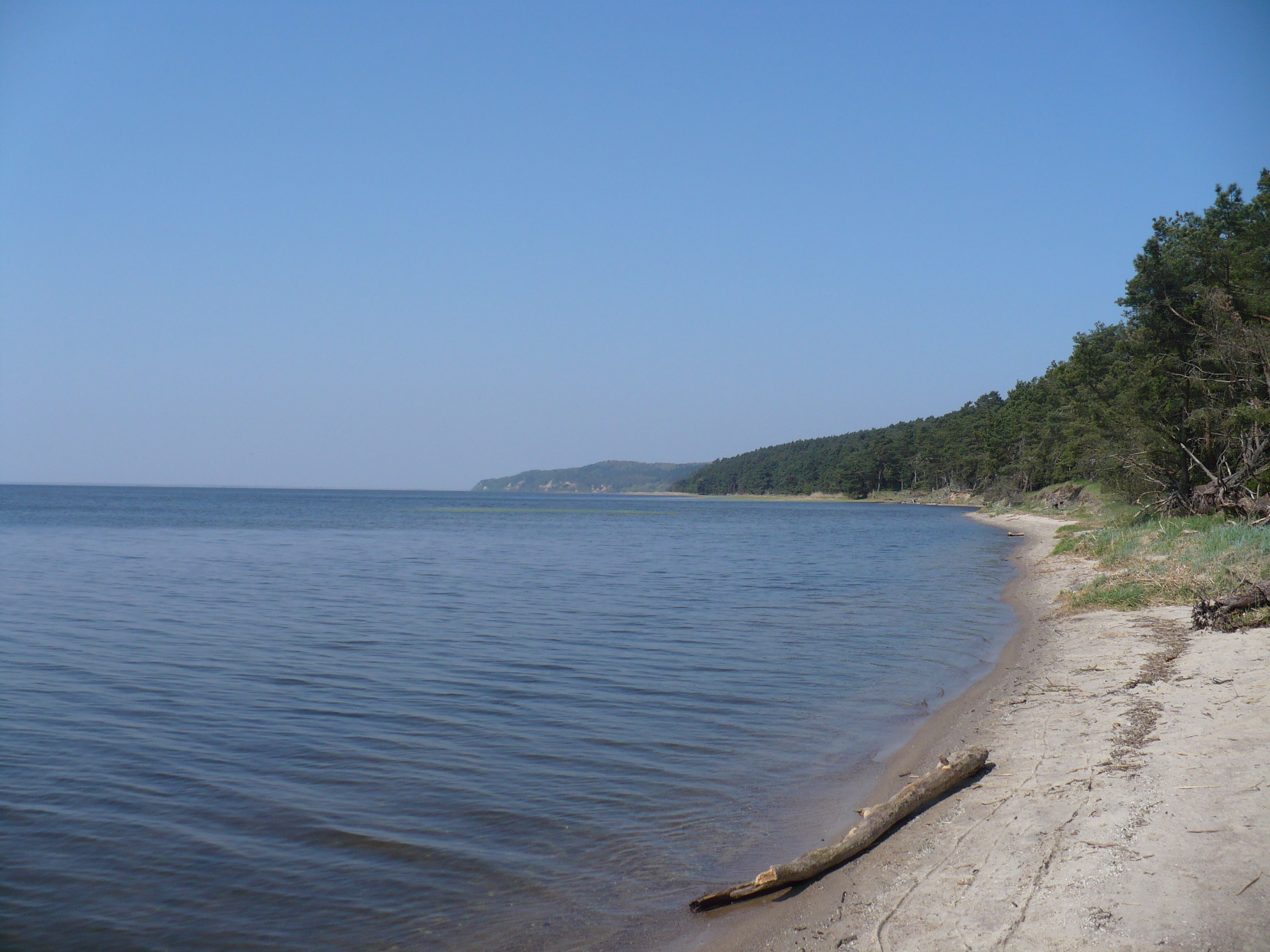
Woliński Park Narodowy koło Karnocic

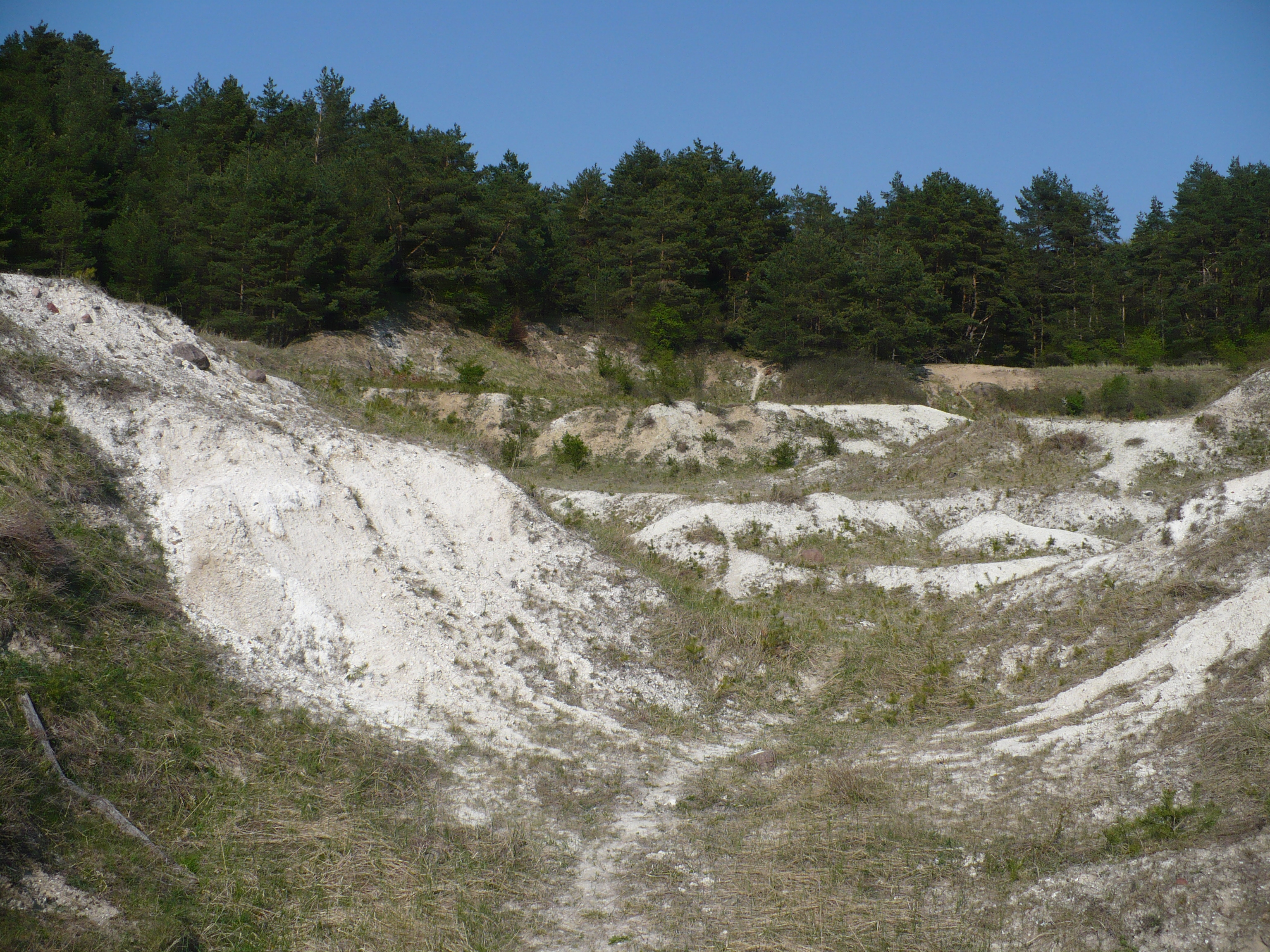
Stara Kredownia w Wicku

Szlak Nad Bałtykiem i Zalewem Szczecińskim – znakowany na niebiesko pieszy szlak turystyczny w północno-zachodniej części województwa zachodniopomorskiego.

## Charakterystyka
Szlak przebiega początkowo piaszczystymi nadbałtyckimi plażami wyspy Wolin, by za Międzyzdrojami wkroczyć na pagórkowaty obszar Pasma Wolińskiego i Pagórków Lubińsko-Wapnickich w Wolińskim Parku Narodowym, a także Mokrzyckich Gór. Za Wolinem szlak biegnie wzdłuż Dziwny i Zalewu Kamieńskiego ku Zatoce Pomorskiej. Na całej długości liczne panoramy i punkty widokowe, w miejscowościach – obiekty zabytkowe i pomniki przyrody.

## Przebieg
- [ 0 km] Świnoujście-Warszów (stacja PKP Świnoujście)   Szlak Nadmorski
- [ 5 km] Latarnia Morska Świnoujście
- [18 km] Międzyzdroje (stacja PKP Międzyzdroje)   Szlak Nadmorski   Szlak Leśny Przez Pojezierze Warnowsko-Kołczewskie
- [20 km] Wzgórza Kozierowskiego
- [21 km] Suchogórz
- [23 km] Zalesie – muzeum i pozostałości wyrzutni V3
- [25 km] Dolina Trzciągowska – stara kredownia w Wicku
- [26 km] Wapnica – Jezioro Turkusowe, punkt widokowy Piaskowa Góra
- [29 km] Lubin – punkt widokowy wzgórze Zielonka, Grodzisko Lubin, ruiny „Pommerschen Portland-Cement-Fabrik Lebbin”
- [32 km] Obszar ochrony ścisłej im. prof. Adama Wodziczki
- [35 km] Karnocice
- [38 km] Dargobądz
- [40 km] Mokrzyckie Góry – rumowisko zamku Żurawice (Apenburg), punkty widokowe
- [43 km] Mokrzyca Mała – 1,3 km na północny zachód przystanek PKP Mokrzyca Wielka
- [47 km] Wolin (przystanek kolejowy Wolin)   Szlak Stepnicko-Rokicki   Szlak Vinety
- [49 km] Recław
- [51 km] Gogolice   Szlak Stepnicko-Rokicki
- [54 km] Koniewo
- [56 km] Wiejkówko – Rezerwat przyrody Wiejkowski Las
- [60 km] Mierzęcin – jezioro Ostrowo
- [63 km] Troszyn (przystanek PKP Troszyn)
- [65 km] Piaski Wielkie
- [69 km] Dramino
- [73 km] Sibin
- [75 km] Kukułowo
- [78 km] Połchowo
- [80 km] Dusin
- [83 km] Skarchowo
- [88 km] Kamień Pomorski (stacja PKP Kamień Pom.)
- [92 km] Żółcino
- [96 km] Wrzosowo
- [98 km] Dziwnówek   Szlak Nadmorski